# Josef Srnec

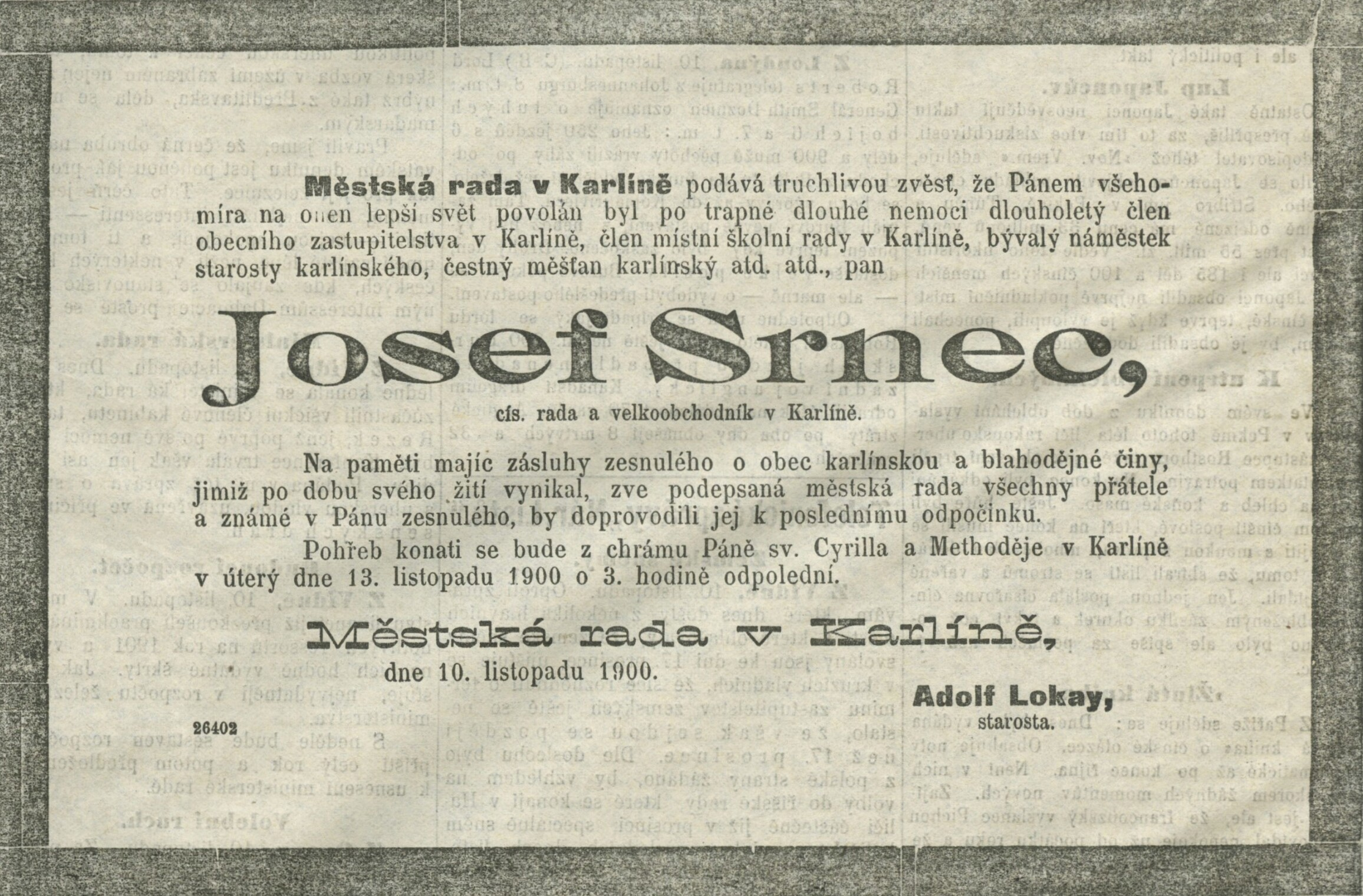
Oznámení o úmrtí Josefa Srnce v Národních listech z 11. listopadu 1900 v ranním vydání

Josef Srnec (15. ledna 1930 Kozovazy – 11. listopadu 1900 Karlín) byl český obchodník a podnikatel.

## Život
Narodil v Kozovazech v rodině sedláka Jakuba Srnce a jeho ženy Marie, rodem Junkové z Mochova. Vyrůstal v početné rodině se třemi vlastními sestrami, starší  Emílií (1828), mladšími Marií (1831) a Annou (1833) a nevlastními bratry Aloisem (1838), Antonínem (1840), Janem (1842), Matějem a Vojtěchem (1844), Vincencem (1848) a dvěma sestrami, starší Kateřinou (1836) a mladší Antonií. (1846). Základní vzdělání získal ve venkovské škole ve Vyšehořovicích a následně v roce 1845 nastoupil do učení na kupce. Po vyučení působil v různých obchodech v Praze a ve Vídni, kde sbíral zkušenosti s touto profesí. 
Po návratu do vlasti si kolem roku 1855 založil v Karlíně samostatnou kupeckou živnost. V roce 1856 se tehdy již úspěšný podnikatel Josef Srnec oženil s Aloisií Spiesovou. Obchody se mu začali nebývale dařit a tak v roce 1863 rozšířil své aktivity a založit přepravní firmu, která si získala renomé nejen v Čechách, ale po celém tehdejší Rakousku. Josef Srnec se rovněž podílel na založení karlínské Občanské záložny, podporoval stavbu karlínského chrámu sv. Cyrila a Metoděje a zasloužil se zejména o jeho výzdobu. V roce 1877 byl jmenován přísedícím c. k. obchodního soudu v Praze a po určitá období zastával významné pozice v Zemské bance království českého či Rakousko-uherské bance. Za své podnikatelské a společenské zásluhy získal titul císařského rady a stal se čestným měšťanem Karlína. 
Josef Srnec zemřel po delší nemoci 10. listopadu 1900 a za tři dny byl pohřben na Olšanských hřbitovech.
Během svého života projevoval smysl pro dobročinnost a podporu vzdělávání, což stvrdil ve svém testamentu.